# November 2021
Dit artikel geeft een chronologisch overzicht van de belangrijkste gebeurtenissen per dag in de maand november van het jaar 2021.

## Gebeurtenissen

### 1 november
- Regeringsleiders vanuit de gehele wereld komen bijeen in Glasgow voor de klimaatconferentie. (Lees verder)

### 5 november
- In de Amerikaanse stad Houston komen bij het Astroworld Festival zeker acht mensen om het leven, door verdringing tijdens een concert van rapper Travis Scott.[1]
- In Freetown, de hoofdstad van Sierra Leone, vallen zeker 115 doden doordat een tankwagen ontploft. De tankwagen was daarvoor in botsing gekomen met een ander voertuig, waarna omstanders massaal brandstof probeerden mee te nemen.[2]Wikinieuws
- Het nieuwe album van de Zweedse band ABBA komt uit, Voyage.[3]

### 7 november
- Bij een ongeluk met een vrachtwagen in de buurt van de Mexicaanse plaats Chaclo vallen zeker 19 doden.[4]
- In  meerdere steden in Polen protesteren tienduizenden mensen tegen de nieuwe anti-abortuswet. Aanleiding is het overlijden van een 30-jarige zwangere vrouw, bij wie artsen vanwege de wet geen abortus wilden doen.[5]

### 10 november
- Het Belgische ministerie van Volksgezondheid bepaalt dat de hele Belgische bevolking op den duur een derde COVID-19-vaccinatie moet krijgen. Mensen die eerder eenmalig zijn gevaccineerd met Johnson & Johnson zijn als eerste aan de beurt.[6] (Lees verder)

### 11 november
- Het Europees Milieuagentschap keurt twee nieuwe middelen tegen COVID-19 goed, Ronapreve en Regkirona.[7]
- Het Robert Koch Instituut meldt 50.196 nieuwe COVID-19-besmettingen in het afgelopen etmaal. Het is voor het eerst sinds het begin van de coronapandemie dat het aantal dagbesmettingen in Duitsland boven de 50.000 uitkomt.[8] (Lees verder)
- Het RIVM meldt 16.364 nieuwe COVID-19-besmettingen in het afgelopen etmaal, een recordhoog aantal dagbesmettingen in Nederland sinds het begin van de pandemie.[9] (Lees verder)
- In de buurt van de haven van Pozzallo redt de Italiaanse kustwacht bijna 400 migranten die op een vissersboot zitten. Tegelijkertijd krijgt het reddingsschip Ocean Viking toestemming om aan te meren in de haven van Augusta.[10]

### 12 november
- In Zuid-India en Sri Lanka vallen zeker 40 doden door noodweer gevolgd door aardverschuivingen.[11]
- Premier Rutte en minister De Jonge maken tijdens een persconferentie nieuwe coronamaatregelen bekend. Onder meer moet de horeca eerder sluiten, grote evenementen worden afgelast en de anderhalvemetersamenleving  keert terug op plekken waar geen coronatoegangsbewijs verplicht is. Het verplicht dragen van mondkapjes in publieke ruimtes was afgelopen week al opnieuw ingevoerd.[12] (Lees verder)

### 14 november
- In de Britse stad Liverpool valt een dode als een taxi ontploft voor een ziekenhuis. De antiterreurpolitie arresteert drie verdachten.[13]

### 16 november
- Duitse autoriteiten maken bekend nog geen toestemming te geven voor het in gebruik nemen van de Nord Stream 2, een nieuwe onderzeese pijpleiding die Russisch aardgas naar Duitsland moet gaan transporteren. De  Bundesnetzagentur moet de betrokken bedrijven eerst nog organiseren volgens het Duitse recht.[14]

### 18 november
- Het Wit-Russische staatspersbureau Belta meldt dat de twee grootste illegale migrantenkampen aan de grens met Polen zijn ontruimd, wat door de Poolse grenswacht wordt bevestigd. De meeste migranten zouden zijn overgebracht naar een loods.[15] (Lees verder)

### 19 november
- Een betoging tegen het 2G-beleid in Rotterdam loopt uit op rellen. De politie voelt zich gedwongen om gericht te schieten, waarbij gewonden vallen.[16] (Lees verder)

### 20 november
- De Oostenrijkse bondskanselier Alexander Schallenberg maakt bekend dat het land vanwege het oplopend aantal COVID-19-besmettingen over drie dagen voor twee weken weer in lockdown gaat. Daarnaast zal er vanaf februari 2022 voor alle Oostenrijkers een vaccinatieplicht gaan gelden.[17] (Lees verder)

### 24 november
- Het Robert Koch Instituut meldt 66.884 nieuwe COVID-19-besmettingen in 24 uur. Het is het hoogste aantal nieuwe covidbesmettingen binnen een dag in Duitsland sinds het begin van de pandemie.[18] (Lees verder)
- Het RIVM meldt 23.789 nieuwe positieve COVID-19-tests in 24 uur. Het is het hoogste aantal nieuwe covidbesmettingen binnen een dag in Nederland sinds het begin van de pandemie.[19] (Lees verder)
- Doordat een boot vol migranten kapseist op Het Kanaal voor de kust van de Franse plaats Calais vallen 27 doden. Twee opvarenden kunnen worden gered. Vier mensensmokkelaars worden naar aanleiding van het ongeval gearresteerd.[20]

### 25 november
- Bij een brand in een kolenmijn in de Russische regio Kemerovo vallen meer dan 50 doden. De directeur van de mijn en twee andere functionarissen worden gearresteerd.[21]
- In Zuid-Afrika wordt een nieuwe COVID-19-variant vastgesteld, bekend als B.1.1.529 (of SARS-CoV-2-omikronvariant), die zich snel lijkt te verspreiden in de provincie Gauteng. De WHO stelt een onderzoek in naar de variant.[22]

### 26 november
- De Europese Commissie roept op tot een onmiddellijk verbod voor alle vliegverkeer vanuit Zuid-Afrika, vanwege de zich snel verspreidende nieuwe coronavariant B.1.1.529. Behalve in Zuid-Afrika zijn inmiddels ook in Botswana, Hongkong, Israël en België besmettingen met deze variant vastgesteld.[23]
- Het Verenigd Koninkrijk wordt getroffen door de storm Arwen. Er vallen zeker twee doden, in de steden Antrim (Noord-Ierland) en Cumbria (Engeland).[24]
- Bij een busongeval in de buurt van Mexico-Stad vallen zeker 19 doden en tientallen gewonden. De bus vervoerde een groep pelgrims en was onderweg naar de heilige plaats Chalma.[25]

### 27 november
- In de Amerikaanse staat New York wordt vanwege de coronapandemie de noodtoestand uitgeroepen. De rechtstreekse aanleiding is het zich snel verspreiden van de nieuwe coronavariant B.1.1.529.[26] (Lees verder)

### 28 november
- Xiomara Castro wordt verkozen tot eerste vrouwelijke president van Honduras.

### 30 november
- Bij een schietpartij op een middelbare school in Oxford Township (Michigan) vallen drie doden. Een vierde slachtoffer overlijdt enkele dagen later. De dader is een 15-jarige jongen.[27][28]
- Het eiland Barbados in het Caribisch gebied wordt een republiek, waardoor koningin Elizabeth II niet langer meer het staatshoofd is.[29]

## Overleden
<< · januari · februari · maart · april · mei · juni · juli · augustus · september · oktober · november · december · >>